# Apriłci (gmina)
Apriłci (bułg.: Община Априлци)  − gmina w środkowej Bułgarii, w obwodzie Łowecz.

## Miejscowości
Miejscowości wchodzące w skład gminy Apriłci:
- Apriłci (bułg.: Aприлци) - stolica gminy,
- Draszkowa polana (bułg.: Драшкова поляна),
- Skandałoto (bułg.: Скандалото),
- Wełczewo (bułg.: Велчево),